# Kerkabarabás
Kerkabarabás is een plaats (község) en gemeente in het Hongaarse comitaat Zala. Kerkabarabás telt 303 inwoners (2001).